# Dytiscus circumcinctus
Dytiscus circumcinctus là một loài bọ cánh cứng trong họ Bọ nước. Loài này được Ahrens miêu tả khoa học năm 1811.